# Amplirhagada kalumburuana
Amplirhagada kalumburuana är en snäckart som beskrevs av Alan Solem 1981. Amplirhagada kalumburuana ingår i släktet Amplirhagada och familjen Camaenidae. Inga underarter finns listade i Catalogue of Life.